# Мелечево
Мелечево — (рос. Мелечево) село в Бабинінському районі Калузької області Росії. Входить до складу сільського поселення «Село Утішеве».

## Географія
Село знаходиться в центральній частині Калузької області, в зоні хвойно-широколистяних лісів, в межах Міщівського опілля, на правому березі річки Сережинки, на південь від автодороги Р132, на відстані приблизно 11 кілометрів (по прямій) на північний захід від селища Бабиніно, адміністративного центру району. Абсолютна висота — 189 метрів над рівенем моря.

### Клімат
Клімат населеного пункту характеризується як помірно континентальний, з чітко вираженими порами року. Середньорічна багаторічна температура повітря становить 4 — 4,6°с. середня температура найхолоднішого місяця (січня) становить -8,9 °C; найтеплішого (липня) - 17,8 °с. Середньорічна кількість атмосферних опадів становить 650-730 мм. тривалість безморозного періоду — близько 149 діб.

### Часовий пояс
Село Мелечево, як і вся Калузька область, знаходиться у часовій зоні МСК (московський час). Зміщення застосовуваного часу щодо UTC становить +3:00.

## Населення
Станом на 2002 рік у селі мешкало 4 людини.

### Статевий склад
За даними Всеросійського перепису населення 2010 року у гендерній структурі населення чоловіки становили 50 %, жінки — відповідно також 50 %.

### Національний склад
Згідно з результатами перепису 2002 року, у національній структурі населення азербайджанці становили 75 %.

## Відомі уродженці
- Мітрохіна Зінаїда Іванівна (1926—2002) — радянська та українська вчена-правознавиця, кандидатка юридичних наук, доцентка, спеціалістка у галузі криміналістики і працівниця прокуратури[7].